# Grete L. Bibring
Grete Lehner Bibring (11 de enero de 1899–10 de agosto de 1977) fue una psicoanalista austríacoestadounidense y la primera profesora mujer de la Escuela de Medicina de Harvard.

## Biografía
Nació en Viena, Austria, y se graduó de Medicina en la Universidad de Viena en 1924. Fue miembro de segunda generación de un grupo de académicos cercanos a Freud, además tuvo un papel destacado en la integración de la psiquiatría con el cuidado general del paciente. Junto a su esposo y sus dos hijos abandonó su país cuando fue ocupado por los nazis en 1938. Viajaron a Londres con Anna y Sigmund Freud y después la familia emigró a Boston en 1941. Se convirtió en ciudadana estadounidense en 1946 y el mismo año se incorporó a la Escuela de Medicina de Harvard. Bibring fue nombrada primera profesora mujer de la escuela en 1961. Fue elegida para formar parte de la Academia Estadounidense de las Artes y las Ciencias en 1968. Murió en Cambridge, Massachusetts, el 10 de agosto de 1977.